# 帝王世纪辑存
《帝王世纪辑存》是研究中国古代史的大师徐宗元从《帝王世纪》流传下来的残卷编辑成册的书籍。《帝王世纪》一书是由晋代的皇甫谧撰写，后世有众多学者为其辑佚，而徐宗元的《帝王世纪辑存》是比较完备的一个。